# Xã Turkey Creek, Quận McPherson, Kansas
Xã Turkey Creek (tiếng Anh: Turkey Creek Township) là một xã thuộc quận McPherson, tiểu bang Kansas, Hoa Kỳ. Năm 2010, dân số của xã này là 285 người.